# Bipolär transistor

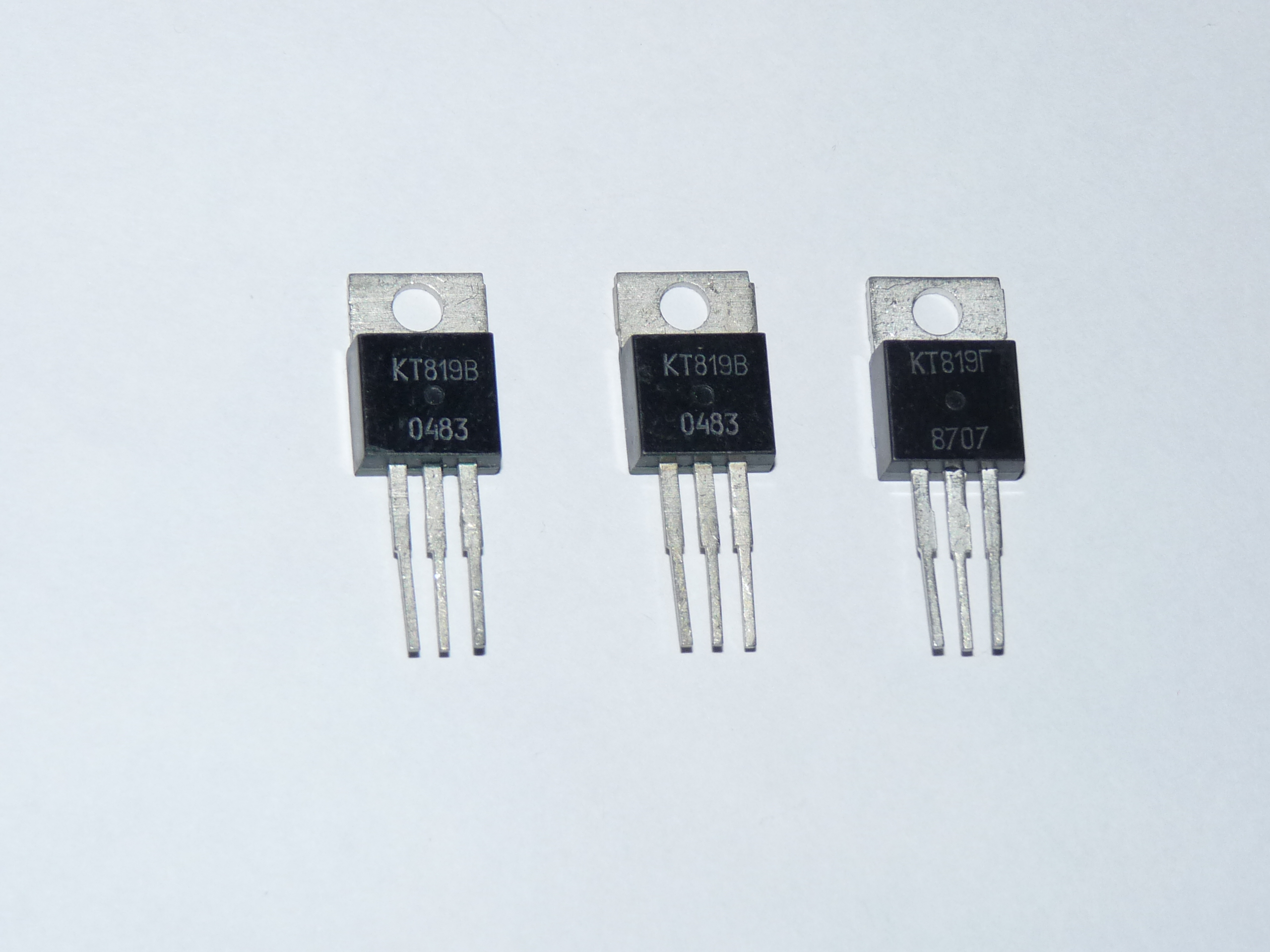
KT819 (PNP)

En bipolär transistor är en trepolig halvledar-komponent som kan betraktas som en styrbar strömventil. Strömmen som kan styras är en likström vilket innebär att styrbarheten inskränker sig till att öka eller minska en ström, det går inte alltså att påverka dess riktning. Den bipolära transistorn består av två pn-övergångar där respektive övergång kan vara förspänd i fram- eller backriktning och på så vis ge transistorn fyra olika arbetsomården.

Funktionsprincipen av en NPN-transistor i en elektronisk krets. En svag styrström från bas (B) till emitter (E) upphäver spärrskiktet kring PN-övergången mellan kollektor (C) och bas, och möjliggör en stark ström från kollektor (C) till emitter (E).

## Uppbyggnad
| Symbol f NPN-transistor                                                                                    | Symbol för bipolär PNP-transistor · Symbol för bipolär PNP-transistor |
| Symbol för bipolär NPN-transistor                                                                          | Symbol för bipolär PNP-transistor                                     |
| Transistorn är uppbyggd av tre områden, emittern (E, även markerad med pil), kollektorn (C) och basen (B). |                                                                       |

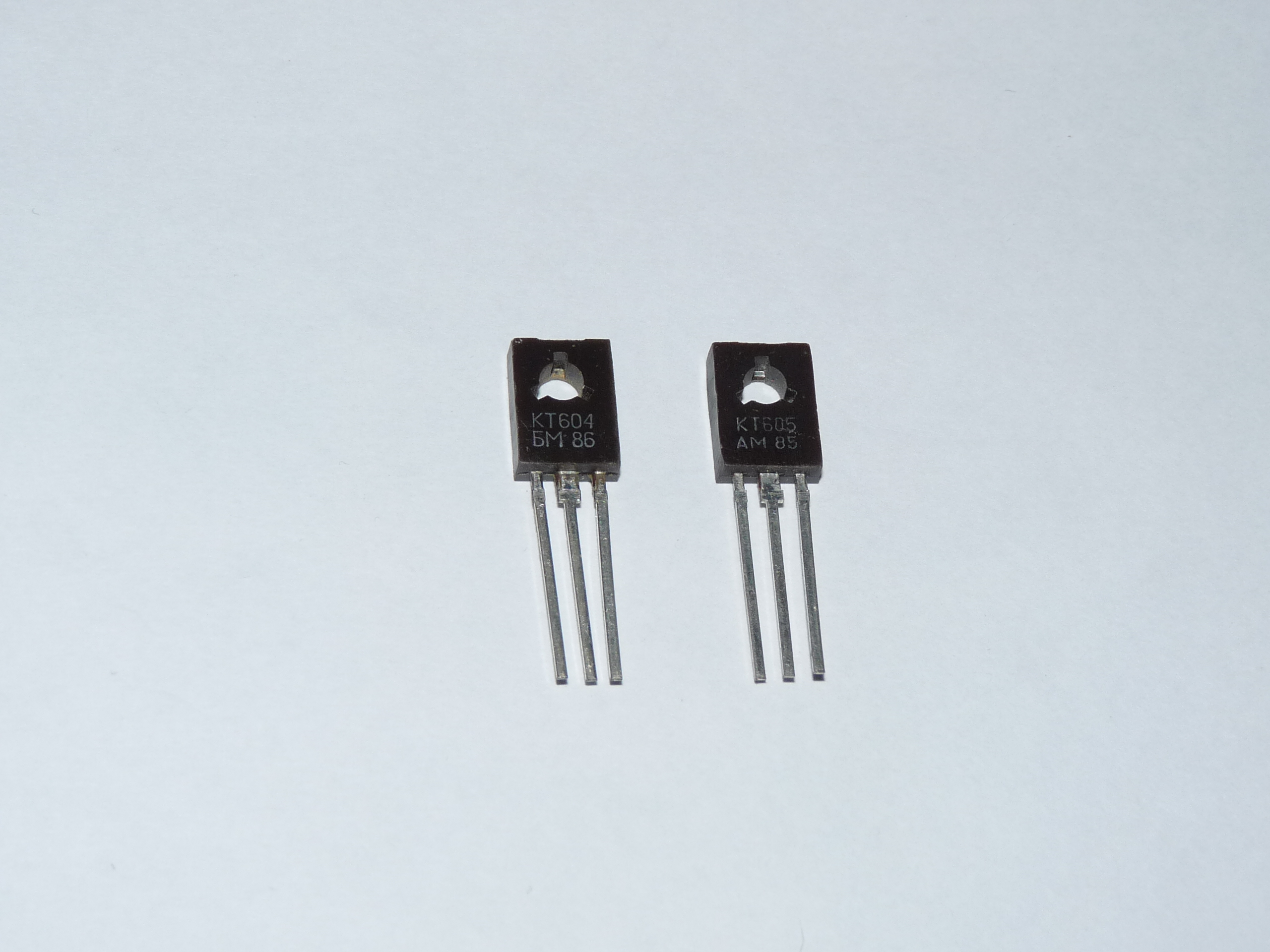
NPN och PNP

Bipolära transistorer kan förekomma i två polariteter, som kallas NPN och PNP. Bokstaven N står för N-dopat och P står för P-dopat material. I båda polariteterna har emittern och kollektorn samma typ av dopning, och basen har motsatt typ av dopning. Basen ligger mellan emitter och kollektor och skiljer dem åt. För att transistorn ska fungera tillfredsställande måste basskiktet vara tunt; ju tunnare bas desto högre strömförstärkning (β) och gränsfrekvens (fT).
För att nå hög förstärkning är det viktigt att dopkoncentrationen i emittern är mycket större än dopkoncentrationen i basen. För att öka utgångskonduktansen bör dopkoncentrationen i basen vara högre än dopkoncentrationen i kollektorn.

## Funktion - fyra arbetslägen
| BE | BC   | Arbetsläge       |
| --- | ---- | ---------------- |
| Bak | Bak  | STRYPT           |
| Fram | Bak  | AKTIV            |
| Bak | Fram | INVERTERAT AKTIV |
| Fram | Fram | MÄTTAD           |
| Transistorn har fyra arbetslägen beroende på om bas-emitter- (BE) resp. bas-kollektorövergångarna (BC) är i fram- eller backriktning. |      |                  |

### Strypt läge
När övergången mellan bas och emitter är backspänd (dvs spänningen mellan terminalerna är mycket mindre än 0,6 V) beter den sig som en backspänd diod. Nästan ingen ström -- förutom en oftast obetydlig läckström på några nanoampere -- flyter då mellan bas och emitter eller kollektor och emitter. Transistorn sägs då vara strypt.

### Aktivt läge
I transistorns normala arbetsläge, det aktiva området, är pn-övergången mellan bas och emitter framspänd och pn-övergången mellan bas och kollektor backspänd. Strömmen som flödar genom basen (IB) styr nu strömmen som flödar genom kollektorn:
IC = β * IB
Den s.k. strömförstärkningsfaktorn β kan variera kraftigt mellan ungefär 20 till 1000. Den är dessutom starkt temperaturberoende. En välkonstruerad krets använder sig av olika tekniker, bland annat negativ återkoppling för att minska strömförstärkningens direkta inflytande.
I detalj: Den backspända bas-kollektorövergången gör att koncentrationen av minoritetsladdningsbärare vid den sida av basen som ligger närmast kollektorn är väldigt låg. Samtidigt är koncentrationen väldigt hög vid emitterkanten. Effekten blir en stor koncentrationsgradient i den korta basen vilket ger upphov till en hög diffusionsström från emittern till kollektorn genom basen. Strömmens storlek beror på injektionen från emittern till basen, vilket i sin tur beror på spänningen mellan bas och emitter. 
En del av minoritetsladdningsbärarna i basen kommer under diffusionen från emittern till kollektorn att rekombinera med majoritetsladdningsbärarna i basen. Detta ger upphov till en ström i baskontakten. Ytterligare ström i baskontakten kommer av att pn-övergången mellan bas och emitter är framspänd vilket ger att laddningsbärare injiceras från basen till emittern. Sammantagna ger dessa bidrag en ändlig förstärkning i transistorn.
Ström börjar alltså flyta mellan bas-emitterdioden när bas-emitterspänningen UBE överstiger 0,65–0,7 V. Basströmstyrkan är storleksordningsmässigt 0,5–5 % av emitterströmstyrkan (se hFE och β nedan), varav följer att kollektorströmstyrkan är 95–99,5 % av emitterströmstyrkan.

### Mättat läge
När både BE-övergången och CE-övergången är framspända befinner sig transistorn i mättat eller bottnat läge. Nu fungerar transistorn som en sluten strömbrytare, och mycket ström kan flöda genom kollektorn och emittern. Ett spänningsfall mellan dessa två terminaler finns dock kvar (UCEsat = 0,2 V; sat från engelska saturation = 'mättnad'). 

### Inverterat aktivt läge
Om man vänder på rollerna hos emittern och kollektorn i det aktiva läget, sägs transistorn vara i inverterat aktivt läge. Som ovan gäller att strömmen genom emittern (som nu tagit rollen som kollektorn tidigare hade) förhåller sig till basströmmen enligt följande:
IC = βR * IB
Den inverterade strömförstärkningsfaktorn βR är i regel mycket mindre är den ordinarie strömförstärkningsfaktorn β; transistorn är en dålig förstärkare i inverterat läge. Däremot är spänningen UEC mycket mindre än ens det mättade lägets UCEsat: så låga värden som några millivolt kan uppnås. Detta gör transistorn till en utmärkt strömbrytare i inverterat läge, och används i denna konfiguration i TTL-logik.

## Transistorns viktigaste parametrar
- {\displaystyle I_{\mathrm {C} }} = kollektorströmstyrka, högsta tillåtna värde anges, även {\displaystyle I_{\mathrm {CAV} }} vid impulsdrift, anges i ampere
- {\displaystyle P_{\mathrm {tot} }} = totala förlusteffekten, produkten av {\displaystyle U_{\mathrm {CE} }}*{\displaystyle I_{\mathrm {C} }}+({\displaystyle U_{\mathrm {BE} }}*{\displaystyle I_{\mathrm {B} }}), anges i watt.
- {\displaystyle U_{\mathrm {CBO} }}, {\displaystyle U_{\mathrm {CEO} }} = maximalt tillåten spänning kollektor-bas vid öppen emitter resp. maximalt tillåten spänning vid öppen bas, anges i volt
- hFE eller β = strömförstärkningsfaktorn, förhållandet mellan kollektor- och basströmstyrka, saknar dimension.
- {\displaystyle f_{\mathrm {T} }} = transitfrekvensen, dvs den frekvens vid vilken β fallit till 1, anges i hertz.

| EKVATIONER FÖR BIPOLÄRA TRANSISTORER | EKVATIONER FÖR BIPOLÄRA TRANSISTORER                                                                      |
| ------------------------------------ | --- |
| Strömförstärkning                    | β = {\displaystyle {\frac {I_{\mathrm {C} }}{I_{\mathrm {B} }}}}                                          |
| Emitterström                         | {\displaystyle I_{\mathrm {E} }} = {\displaystyle I_{\mathrm {C} }} + {\displaystyle I_{\mathrm {B} }}    |
| Ingångsresistans                     | {\displaystyle R_{\mathrm {BE} }} = {\displaystyle {\frac {U_{\mathrm {BE} }}{I_{\mathrm {B} }}}}         |
| Effektförlust                        | {\displaystyle P_{\mathrm {tot} }} = {\displaystyle U_{\mathrm {CE} }} * {\displaystyle I_{\mathrm {C} }} |
| Inre resistans                       | {\displaystyle R_{\mathrm {CE} }} = {\displaystyle {\frac {U_{\mathrm {CE} }}{I_{\mathrm {C} }}}}         |